# Whitelist
Whitelist (česky bílá listina) je termín používaný k popisu seznamu nebo rejstříku entity, pro které jsou poskytována zvláštní privilegia, servis, přístup nebo uznání. Opakem je blacklist, termín používaný k popisu seznamu nebo kompilace, která identifikuje osoby zablokované, neznámé nebo vyloučené.

## E-mailové whitelisty
E-mailový whitelist je seznam kontaktů, které uživatel považuje za známé a očekává, že příchozí pošta od nich nemá být nikdy vložena do složky Koš.
Spamový filtr používaný v e-mailovém klientovi v příchozí poště prohledává whitelisty, blacklisty a klíčová slova. Zprávy z uvedených e-mailových adres, domén či IP adres ve whitelistu jsou vždy spamovým filtrem povoleny.
Je-li whitelist výluční, projdou pouze e-maily od kontaktů na whitelistu. Pokud whitelist není výluční, brání e-mail před odstraněním nebo přesunutím do složky nevyžádané pošty spamovým filtrem. Obvykle stanovují pravidla whitelistu koncoví uživatelé, ne poskytovatelé internetového připojení (ISP) či e-mailových služeb.
Použití whitelistu a blacklistu může pomoci při blokování nevyžádané zprávy, ale ne vždy je to úplně dokonalé. E-mailové whitelisty se používají ke snížení výskytu falešných poplachů a často vychází z předpokladu, že většina legitimní pošty bude z relativně malé a pevné sady odesílatelů. Chcete-li blokovat vysoké procento nevyžádané pošty, e-mailové filtry musí být průběžně aktualizovány.

### Nekomerční whitelisty
Nekomerční whitelisty jsou provozovány různými neziskovými organizacemi, poskytovateli internetových služeb a subjekty zabývajícími se blokováním nevyžádané pošty. Aby se odesílatel dostal na seznam, musí splňovat řadu náležitostí; například jeho poštovní server nemůže být open relay, tzn. že nepřijme k odeslání žádnou zprávu zvenčí. Provozovatel whitelistu může na základě stížnosti server odstranit ze seznamu.

### Komerční whitelisty
Komerční whitelisty jsou systémy, které povolují zprávám, aby se vyhnuly spamovému filtru. Za tuto službu si organizace účtují poplatky. Odesílatel si pak může být jistý, že jeho zprávy byly doručeny, aniž by byly zablokovány. Účel komerčních whitelistů je umožnit společnostem, aby mohly spolehlivě oslovit své zákazníky prostřednictvím e-mailu.

## LAN whitelisty
Další využití whitelistů je pro bezpečnost v počítačových sítích (LAN). Většina síťových zařízení umí filtrovat přístup pomocí seznamu povolených MAC adres. Toto řešení se používá, když není praktické použit jiné zabezpečení. Je to ovšem neefektivní způsob, protože MAC adresu lze jednoduše podvrhnout.
Některé firewally mohou být nastaveny pouze pro datové přenosy z/do některých (rozsahů) IP adres.

## Programové whitelisty
Některé organizace používají whitelisty jako seznam software, které je povoleno k používání. Výhodou je, že vedení firmy může zajistit, že zaměstnanci nebudou používat programy, které nejsou považovány za vhodné.

## Aplikační whitelisty
V boji proti virům a malware se zavádí whitelist software, který je považován za bezpečný pro provoz.